# مسابقات فرمول یک فصل ۲۰۰۹
مسابقات فرمول یک فصل ۲۰۰۹ در سال ۲۰۰۹ میلادی برگزار شد. در این مسابقات جنسون باتن (به انگلیسی: Jenson Button) از تیم براون و با موتور مرسدس به قهرمانی رسید  و در مجموع صاحب ۹۵ امتیاز شد.